# Ellis megye (Kansas)
Ellis megye az Amerikai Egyesült Államokban, azon belül Kansas államban található. Megyeszékhelye és legnagyobb városa Hays. Lakosainak száma 28 934 fő (2020. április 1.). Ellis megye Rooks, Rush, Osborne, Russell, Ness és Trego megyékkel határos.

## Népesség
A megye népességének változása:
| Lakosok száma | 28 447 | 28 768 | 29 101 | 29 061 | 29 029 | 28 934 |
|               | 2010   | 2011   | 2012   | 2013   | 2015   | 2020   |